# Laneuveville-lès-Lorquin
Pour les articles homonymes, voir Laneuveville.
Laneuveville-lès-Lorquin est une commune française située dans le département de la Moselle, en région Grand Est.
Cette commune se trouve dans la région historique de Lorraine et fait partie du pays de Sarrebourg.

## Géographie

### Communes limitrophes
|             | Lorquin                  |                        |
| Fraquelfing | Laneuveville-lès-Lorquin | Métairies-Saint-Quirin |
|             | Niderhoff                |                        |

### Hydrographie
La commune est située dans le bassin versant du Rhin au sein du bassin Rhin-Meuse. Elle est drainée par la Sarre.
La Sarre, d'une longueur totale de 129,2 km, est un affluent de la Moselle et donc un sous-affluent du Rhin, qui coule en Lorraine, en Alsace bossue et dans les Länder allemands de la Sarre (Saarland) et de Rhénanie-Palatinat (Rheinland-Pfalz).

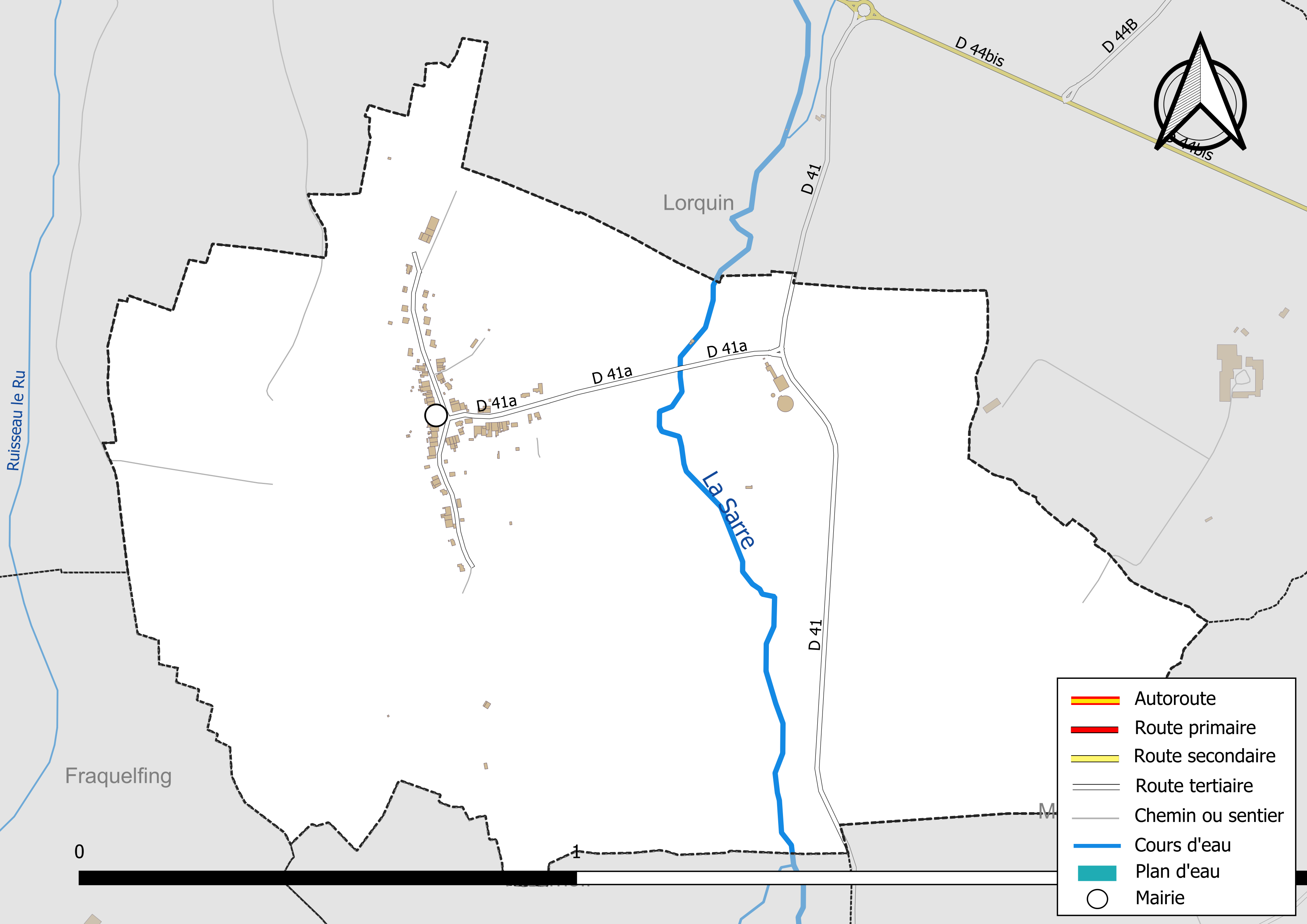
Réseaux hydrographique et routier de Laneuveville-lès-Lorquin.

La qualité de la Sarre peut être consultée sur un site spécial géré par les agences de l'eau et l'Agence française pour la biodiversité.

### Climat
Pour des articles plus généraux, voir Climat du Grand Est et Climat de la Moselle.
En 2010, le climat de la commune est de type climat des marges montargnardes, selon une étude du Centre national de la recherche scientifique s'appuyant sur une série de données couvrant la période 1971-2000. En 2020, Météo-France publie une typologie des climats de la France métropolitaine dans laquelle la commune est exposée à un climat semi-continental et est dans la région climatique  Vosges, caractérisée par une pluviométrie très élevée (1 500 à 2 000 mm/an) en toutes saisons et un hiver rude (moins de 1 °C). 
Pour la période 1971-2000, la température annuelle moyenne est de 9,8 °C, avec une amplitude thermique annuelle de 16,9 °C. Le cumul annuel moyen de précipitations est de 958 mm, avec 12,6 jours de précipitations en janvier et 9,9 jours en juillet. Pour la période 1991-2020, la température moyenne annuelle observée sur la station météorologique de Météo-France la plus proche, « Nitting_sapc », sur la commune de Nitting à 3 km à vol d'oiseau, est de 10,4 °C et le cumul annuel moyen de précipitations est de 993,7 mm. 
La température maximale relevée sur cette station est de 37,9 °C, atteinte le 25 juillet 2019 ; la température minimale est de −19,4 °C, atteinte le 26 décembre 2010,,. 
Les paramètres climatiques de la commune ont été estimés pour le milieu du siècle (2041-2070) selon différents scénarios d'émission de gaz à effet de serre à partir des nouvelles projections climatiques de référence DRIAS-2020. Ils sont consultables sur un site spécial publié par Météo-France en novembre 2022.

## Urbanisme

### Typologie
Au 1er janvier 2024, Laneuveville-lès-Lorquin est catégorisée commune rurale à habitat dispersé, selon la nouvelle grille communale de densité à sept niveaux définie par l'Insee en 2022.
Elle est située hors unité urbaine. Par ailleurs la commune fait partie de l'aire d'attraction de Sarrebourg, dont elle est une commune de la couronne,. Cette aire, qui regroupe 87 communes, est catégorisée dans les aires de 50 000 à moins de 200 000 habitants,.

### Occupation des sols
L'occupation des sols de la commune, telle qu'elle ressort de la base de données européenne d’occupation biophysique des sols Corine Land Cover (CLC), est marquée par l'importance des territoires agricoles (66,1 % en 2018), une proportion identique à celle de 1990 (66,1 %). La répartition détaillée en 2018 est la suivante : prairies (65,8 %), forêts (20,6 %), milieux à végétation arbustive et/ou herbacée (13,3 %), terres arables (0,3 %). L'évolution de l’occupation des sols de la commune et de ses infrastructures peut être observée sur les différentes représentations cartographiques du territoire : la carte de Cassini (XVIIIe siècle), la carte d'état-major (1820-1866) et les cartes ou photos aériennes de l'IGN pour la période actuelle (1950 à aujourd'hui).

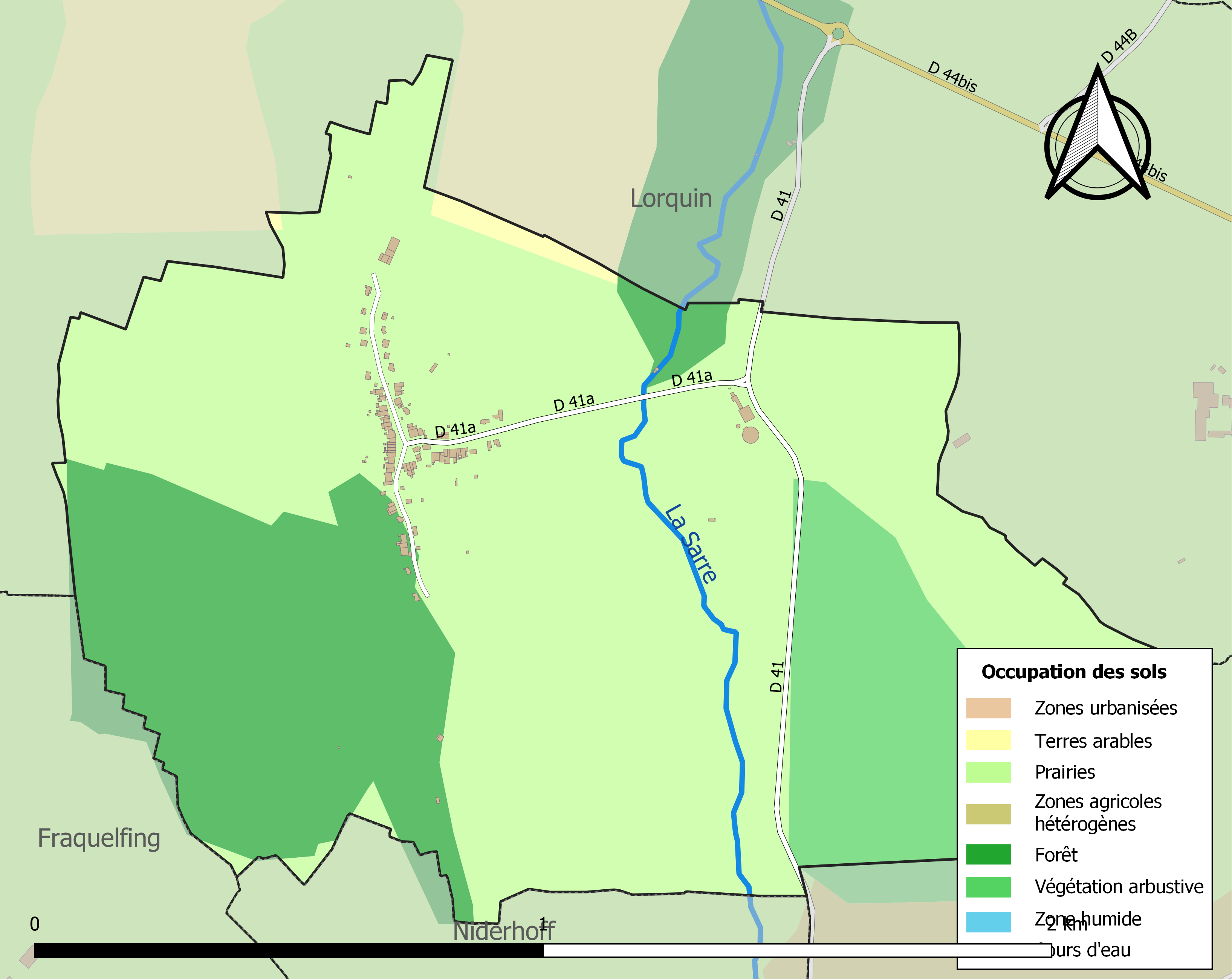
Carte des infrastructures et de l'occupation des sols de la commune en 2018 (CLC).

## Toponymie
Ancien noms : la Nuefueuille on boix (1395), von dem Nuwendorffe (1422), Nuwdorff (1425), von dem Nuwen dorffe (1430), La Neuville lez Lorquin (1756), La Neuf Ville (1793), La Neuveville (1801), Neuendorf bei Lörchingen (1915-1918).
Le toponyme signifie « nouveau village » : il est caractéristique de l'implantation d'un « nouveau domaine » au Moyen Âge.

## Histoire
- Dépendait de l'ancienne province des Trois-Évêchés, dans la seigneurie de Turquestein.
- Détruite et abandonnée en 1433.

## Politique et administration
| Période                                  | Période   | Identité    | Étiquette | Qualité |
| ---------------------------------------- | --------- | ----------- | --------- | ------- |
| mars 1977                                | mars 2008 | Pierre Roch |           |         |
| mars 2008                                | En cours  | Jacky Weber |           |         |
| Les données manquantes sont à compléter. |           |             |           |         |

## Démographie
L'évolution du nombre d'habitants est connue à travers les recensements de la population effectués dans la commune depuis 1793. Pour les communes de moins de 10 000 habitants, une enquête de recensement portant sur toute la population est réalisée tous les cinq ans, les populations de référence des années intermédiaires étant quant à elles estimées par interpolation ou extrapolation. Pour la commune, le premier recensement exhaustif entrant dans le cadre du nouveau dispositif a été réalisé en 2007.

En 2022, la commune comptait 105 habitants, en stagnation par rapport à 2016 (Moselle : +0,52 %, France hors Mayotte : +2,11 %).
| 1793 | 1800 | 1806 | 1821 | 1831 | 1836 | 1841 | 1846 | 1851 |
| ---- | ---- | ---- | ---- | ---- | ---- | ---- | ---- | ---- |
| 115  | 112  | 140  | 168  | 195  | 188  | 207  | 200  | 183  |

| 1856 | 1861 | 1871 | 1875 | 1880 | 1885 | 1890 | 1895 | 1900 |
| ---- | ---- | ---- | ---- | ---- | ---- | ---- | ---- | ---- |
| 166  | 141  | 146  | 164  | 145  | 135  | 130  | 124  | 123  |

| 1905 | 1910 | 1921 | 1926 | 1931 | 1936 | 1946 | 1954 | 1962 |
| ---- | ---- | ---- | ---- | ---- | ---- | ---- | ---- | ---- |
| 126  | 126  | 104  | 104  | 100  | 98   | 112  | 120  | 108  |

| 1968 | 1975 | 1982 | 1990 | 1999 | 2006 | 2007 | 2012 | 2017 |
| ---- | ---- | ---- | ---- | ---- | ---- | ---- | ---- | ---- |
| 108  | 112  | 89   | 70   | 73   | 91   | 93   | 104  | 102  |

| 2022 | - | - | - | - | - | - | - | - |
| ---- | - | - | - | - | - | - | - | - |
| 105  | - | - | - | - | - | - | - | - |

## Lieux et monuments
- Vestiges gallo-romains.

## Édifice religieux
- Église paroissiale Saint-Hubert. Sise à la croisée des routes de la commune. Une visite canonique de l'archiprêtre de Sarrebourg en 1714 la décrit « pauvrement ornée ». Elle apparaît comme une église succursale de Lorquin, dont le prêtre desservant « alloit autrefois dire une seconde messe de quinzaine en quinzaine ». Les dix habitants réclament alors le droit de bénéficier à nouveau d'une messe régulière en leur paroisse. La cloche date de 1828. La girouette sommant la flèche du clocher a été offerte par un ancien maire, Aubin Roque en réparation des accusations portées contre lui par ses administrés (détournement des fonds des dommages de guerre de 1914-1918). Autel XVIIIe siècle ; statues XVIIIe siècle.